# ويليام مورو (كاتب)
ويليام مورو (بالإنجليزية: William Morrow)‏ هو كاتب سيناريو أمريكي، ولد في 1907 في ساندويتش في الولايات المتحدة، وتوفي في 5 فبراير 1971 في لوس أنجلوس في الولايات المتحدة.

## وصلات خارجية
- ويليام مورو على موقع IMDb (الإنجليزية)
- ويليام مورو على موقع أول موفي (الإنجليزية)
- ويليام مورو على موقع قاعدة بيانات الفيلم (الإنجليزية)
- ويليام مورو على موقع كينوبويسك (الروسية)